# Камеш, Владимир (хоккеист)
Владимир Камеш (чеш. Vladimír Kameš, родился 28 сентября 1964, Кладно) — чешский хоккеист, нападающий. Чемпион мира 1985 года, двукратный чемпион Чехословакии.

## Биография
Владимир Камеш начал свою карьеру в клубе «Польди СОНП Кладно». С 1982 года играл в чемпионате Чехословакии за основную команду. В 1983 году на два года перешёл в армейскую команду «Дукла Йиглава», в составе которой дважды становился чемпионом Чехословакии. В 1985 году вернулся в «Кладно», где провёл следующие 5 сезонов. В 1990 году перебрался в Финляндию, где играл 3 года за «Кярпят Оулу». После этого выступал в низших немецких лигах. Завершил игровую карьеру в 2004 году. Его последним клубом был «Ржисуты». После окончания игровой карьеры стал тренером. Работал с юниорскими командами в Кладно, в сезоне 2017/18 тренировал клуб «Лев Сланы».
C 1984 по 1990 год играл за сборную Чехословакии. Самым главным успехом в карьере стала золотая медаль чемпионата мира 1985 года, проходившего в Чехословакии. 

## Достижения
- Чемпион мира 1985
- Чемпион Чехословакии 1984 и 1985
- Серебряный призёр чемпионата Европы среди юниоров 1982
- Серебряный призёр молодёжного чемпионата мира 1983
- Бронзовый призёр молодёжного чемпионата мира 1984

## Статистика
Статистика приведена без учёта выступлений в низших немецких лигах
- Чемпионат Чехословакии — 294 игры, 310 очков (143+167)
- Сборная Чехословакии — 45 игр, 12 шайб[1]
- Вторая чехословацкая лига — 37 игр, 47 очков (22+25)
- Вторая финская лига — 135 игр, 212 очков (91+121)
- Всего за карьеру — 511 игр, 268 шайб

## Семья
Его сын Владимир Камеш-младший (род. 10.12.1983 г.) — чешский хоккеист, защитник. Племянник, Давид Штилер (род. 20.07.1988 г.) также хоккеист, нападающий клуба немецкой хоккейной лиги «Аугсбургер Пантер». Двоюродный брат, Ярослав Камеш (род. 14.08.1969 г.) — бывший чешский хоккеист, вратарь, выступавший за омский «Авангард» в сезоне 2001/02.